# Marija Wiktorowna Butyrskaja
Marija Wiktorowna Butyrskaja (russisch Мария Викторовна Бутырская; * 28. Juni 1972 in Moskau) ist eine ehemalige russische Eiskunstläuferin, die im Einzellauf startete. Sie ist die Weltmeisterin von 1999 und die Europameisterin von 1998, 1999 und 2002.

## Karriere
Marija Butyrskaja begann im Alter von vier Jahren mit dem Eiskunstlaufen. Ihre Trainerin war Galina Titkow. Sie kam bald in eine Fördergruppe des ZSKA Moskau und trainierte dort unter anderem bei Jelena Wodoresowa. Als diese wegen einer Schwangerschaft als Trainerin pausieren musste, kam Butyrskaja wieder zu Galina Titkow. Nach einem Jahr Zusammenarbeit attestierte diese ihr Perspektivlosigkeit. So musste Butyrskaja den Verein notgedrungen verlassen und das Training mit 15 Jahren zunächst beenden.
Drei Monate später suchte sie nach einem neuen Trainer. Sie telefonierte unter anderem mit Wladimir Kowaljow, dem Weltmeister von 1977 und 1979, der sie zu einem Probetraining in die Ukraine einlud. Zwei Stunden nach diesem Telefonat war sie bereits auf dem Weg zu Kowaljow. Bei ihm lernte sie die damals noch obligatorischen Pflichtfiguren, ihre bis dahin größte Schwäche. Als das Training Erfolg zeigte, wurde die Pflicht von der Internationalen Eislaufunion jedoch abgeschafft. Nach zwei Jahren Zusammenarbeit mit Kowaljow ging dieser nach Griechenland.
So wechselte sie 1991 zu Wiktor Kudrjawzew zum SC Dynamo Moskau. Bei ihm blieb sie sechs Jahre lang. Im Training sprang sie bei ihm sogar den dreifachen Axel. 1997 wechselte sie abermals den Trainer und ging zu Jelena Tschaikowskaja.
Butyrskaja wurde 1993 und von 1995 bis 1999 russische Meisterin und hält mit diesen sechs Meistertiteln den Rekord für die meisten Siege bei russischen Meisterschaften in der Damenkonkurrenz. Im Zeitraum von 1993 bis 2002 nahm sie an allen Europameisterschaften teil. 1998, 1999 und 2002 wurde sie Europameisterin, 2000 und 2001 Vize-Europameisterin und 1996 gewann sie die Bronzemedaille. 1993 bestritt Butyrskaja auch ihre erste Weltmeisterschaft und beendete sie auf dem 29. Platz. Danach nahm sie von 1996 bis 2002 an allen Weltmeisterschaften teil und platzierte sich nie schlechter als Fünfte, mit Ausnahme ihrer letzten Weltmeisterschaft, bei der sie zurückzog. 1998 und 2000 gewann sie die Bronzemedaille und 1999 in Helsinki wurde sie Weltmeisterin vor Michelle Kwan und Julija Soldatowa. Butyrskaja wurde damit die erste russische Weltmeisterin in der Damenkonkurrenz. Mit 26 Jahren war sie auch die älteste Weltmeisterin der Geschichte, allerdings war Madge Syers (1881–1917) bei ihrem Titelgewinn 1907 kaum jünger.
Eine olympische Medaille blieb Butyrskaja verwehrt, 1998 in Nagano belegte sie den vierten Platz und 2002 in Salt Lake City wurde sie Sechste.
Butyrskaja war während ihrer Karriere sehr an ihren Choreografien und ihren Kostümen beteiligt. Sie wurde oft für ihre Kunstfertigkeit bewundert, wie auch für ihre Damenhaftigkeit, die besonders ins Auge fiel, da insbesondere zum Ende ihrer Karriere viele ihrer Konkurrentinnen nur halb so alt wie sie waren. Bekannt war sie aber auch für die Schönheit ihres dreifachen Rittbergers und dreifachen Lutz-Sprunges. Sie galt allerdings als etwas nervenschwach in Wettbewerben.
1999, während der russischen Meisterschaften, explodierte ihr vor ihrem Haus geparkter BMW. Dieses Ereignis war Teil einer Serie von Straftaten der russischen Mafia, die gegen bekannte russische Sportler gerichtet waren.
Marija Butyrskaja studierte Sport mit der Spezialisierung Eiskunstlauf. 2002 beendete sie ihre Amateurkarriere und wurde Profi. Sie arbeitete auch als Fernsehkommentatorin, hatte eine eigene Fernsehshow und spielte auch in einigen Fernsehserien mit.

## Privat
Butyrskaja ist mit dem russischen Eishockeyspieler Wadim Chomizki verheiratet und hat mit ihm zwei Kinder.

## Ergebnisse
| Wettbewerb / Saison         | 1991/92 | 1992/93 | 1993/94 | 1994/95 | 1995/96 | 1996/97 | 1997/98 | 1998/99 | 1999/00 | 2000/01 | 2001/02 |
| --------------------------- | ------- | ------- | ------- | ------- | ------- | ------- | ------- | ------- | ------- | ------- | ------- |
| Olympische Winterspiele     |         |         |         |         |         |         | 4.      |         |         |         | 6.      |
| Weltmeisterschaften         |         | 29.     |         |         | 4.      | 5.      | 3.      | 1.      | 3.      | 4.      | Z       |
| Europameisterschaften       |         | 5.      | 4.      | 7.      | 3.      | 4.      | 1.      | 1.      | 2.      | 2.      | 1.      |
| Grand-Prix-Finale           |         |         |         |         | 7.      | 4.      | 3.      | 2.      | 3.      | 4.      | 4.      |
| Sowjetische Meisterschaften | 3.      |         |         |         |         |         |         |         |         |         |         |
| Russische Meisterschaften   |         | 1.      | 2.      | 1.      | 1.      | 1.      | 1.      | 1.      | 2.      | 3.      | 2.      |

- Z = Zurückgezogen